# Kategoria e parë 2009/10
Die Kategoria e parë 2009/10 war die 62. Spielzeit der zweithöchsten albanischen Fußballliga und die zwölfte Saison unter diesem Namen. Sie begann am 29. August 2009 und endete am 15. Mai 2010.

## Modus
16 Mannschaften spielten an 30 Spieltagen jeweils zweimal gegeneinander. Die ersten beiden Vereine stiegen direkt in die Kategoria Superiore auf, während der Dritte und Vierte noch die Chance hatte, über die Relegation aufzusteigen. Die letzten beiden Vereine stiegen direkt in die Kategoria e dytë ab, die Teams auf den Plätzen 13 und 14 spielten in der Relegation gegen den Abstieg.

## Vereine
| Verein                   | Stadt       |
| ------------------------ | ----------- |
| KS Ada                   | Velipoja    |
| KS Besëlidhja Lezha      | Lezha       |
| KF Bilisht Sport         | Bilisht     |
| KS Bylis Ballsh          | Ballsh      |
| KS Burreli               | Burrel      |
| KF Elbasani              | Elbasan     |
| KF Gramshi               | Gramsh      |
| KS Kamza                 | Kamza       |
| KS Luftëtari Gjirokastra | Gjirokastra |
| KS Lushnja               | Lushnja     |
| KF Memaliaj              | Memaliaj    |
| FK Partizani Tirana      | Tirana      |
| KS Pogradeci             | Pogradec    |
| KF Skrapari              | Çorovoda    |
| KS Sopoti Librazhd       | Librazhd    |
| KF Turbina Cërrik        | Cërrik      |

## Abschlusstabelle
| Pl. | Verein                   | Sp. | S  | U  | N  | Tore    | Diff. | Punkte |
| --- | ------------------------ | --- | -- | -- | -- | ------- | ----- | ------ |
| 1.  | KS Bylis Ballsh (A)      | 30  | 22 | 3  | 5  | 057:260 | +31   | 69     |
| 2.  | KF Elbasani (A)          | 30  | 19 | 5  | 6  | 056:250 | +31   | 62     |
| 3.  | KS Kamza                 | 30  | 19 | 5  | 6  | 050:210 | +29   | 62     |
| 4.  | KS Lushnja (A)           | 30  | 17 | 9  | 4  | 059:100 | +49   | 60     |
| 5.  | FK Partizani Tirana (A)  | 30  | 17 | 6  | 7  | 049:350 | +14   | 57     |
| 6.  | KS Pogradeci             | 30  | 14 | 6  | 10 | 040:390 | +1    | 48     |
| 7.  | KS Ada                   | 30  | 13 | 3  | 14 | 046:340 | +12   | 42     |
| 8.  | KS Besëlidhja Lezha      | 30  | 10 | 6  | 14 | 038:450 | −7    | 36     |
| 9.  | KS Luftëtari Gjirokastra | 30  | 9  | 8  | 13 | 032:400 | −8    | 35     |
| 10. | KF Gramshi (N)           | 30  | 8  | 8  | 14 | 023:340 | −11   | 32     |
| 11. | KF Bilisht Sport         | 30  | 9  | 5  | 16 | 030:500 | −20   | 32     |
| 12. | KS Burreli               | 30  | 7  | 10 | 13 | 026:410 | −15   | 31     |
| 13. | KF Skrapari              | 30  | 9  | 4  | 17 | 029:560 | −27   | 31     |
| 14. | KF Memaliaj (N)          | 30  | 7  | 8  | 15 | 023:370 | −14   | 29     |
| 15. | KF Turbina Cërrik        | 30  | 7  | 7  | 16 | 035:530 | −18   | 28     |
| 16. | KS Sopoti Librazhd 1     | 30  | 5  | 3  | 22 | 014:610 | −47   | 15     |

Platzierungskriterien: 1. Punkte – 2. Direkter Vergleich (Punkte, Tordifferenz, geschossene Tore) – 3. Tordifferenz – 4. geschossene Tore

| (A) | Absteiger aus der Kategoria Superiore 2008/09 |
| (N) | Neuaufsteiger                                 |

## Relegation
Aufstieg
| Datum        |                                                 | Ergebnis |                                    |
| ------------ | ----------------------------------------------- | -------- | ---------------------------------- |
| 26. Mai 2010 | KF Skënderbeu Korça 10. der Kategoria Superiore | 1:0      | KS Kamza 3. der Kategoria e parë   |
| 27. Mai 2010 | KS Kastrioti Kruja 9. der Kategoria Superiore   | 1:0      | KS Lushnja 4. der Kategoria e parë |

Abstieg
| Datum        |                                      | Ergebnis |                                           |
| ------------ | ------------------------------------ | -------- | ----------------------------------------- |
| 23. Mai 2010 | KF Skrapari 13. der Kategoria e parë | 0:1      | KF Tërbuni Puka 3. der Kategoria e dytë A |
| 23. Mai 2010 | KF Memaliaj 14. der Kategoria e parë | 0:1      | FK Tomori Berat 2. der Kategoria e dytë B |